# Universidad a distancia
El concepto de universidad a distancia, no presencial, telemática o abierta nació hacia mitad del siglo XX en varios países. En concreto, la Universidad de Sudáfrica la puso en marcha en 1946. Uno de los primeros países del continente americano en ponerlo en marcha fue México, que desarrolló su sistema universitario a distancia a partir de 1954. Reino Unido puso en marcha The Open University en 1969, de la que surgió en 1999 la OpenLearn y más adelante la Open2.net. Por su parte, España creó la UNED en 1973, en aplicación de la nueva Ley General de Educación. Alemania creó la Universidad a Distancia de Hagen en 1974.

## Historia
Una de las universidades de educación a distancia más antigua es el Instituto Federal de Capacitación del Magisterio de México, fundado en 1945 y considerado la escuela normal más grande del mundo pues por razones históricas para el país tuvo que formar a más de 90.000 profesores de educación primaria en servicio que carecían del título para ejercer la docencia. Están también la Universidad de Sudáfrica, que lleva ofreciendo este servicio desde 1946. En el Reino Unido, la más grande es la Open University, que se fundó en 1969. En España, la Universidad Nacional de Educación a Distancia (UNED) comenzó sus actividades docentes en 1973 y un año más tarde, en Alemania, se fundó la FernUniversität Hagen. Estas cuatro universidades tienen más de 100.000 alumnos, lo que es posible gracias al bajo costo que supone la educación a distancia.
En México El Sistema Universidad Abierta fue impulsado por el doctor Pablo González Casanova, Con un Estatuto aprobado por el Consejo Universitario el 25 de febrero de 1972, y un Reglamento aprobado el 2 de diciembre de 1997. A partir de 1997, se estableció la Coordinación de Universidad Abierta y Educación a Distancia (CUAED)

## UNED
La UNED tiene sus raíces en el proyecto de la Universidad Libre a Distancia (UNILAD), institución planeada a principios de los setenta con el objetivo de llevar la educación superior a aquellos núcleos de población que no disponían de universidad, posibilitando así el acceso a los estudios universitarios a personas que por su lugar de residencia o por cualquier otra dificultad personal no pudieran acudir presencialmente a la universidad.
En agosto de 1972, se dota de un marco jurídico a la Universidad Libre a Distancia y se funda así oficialmente la Universidad Nacional de Educación a Distancia, de ámbito estatal y dependiente del Ministerio de Educación de España. A partir de entonces, la UNED inicia la creación de sus distintos centros locales, no solo en España sino también en el extranjero.

## sigloXXI
A finales del siglo XX seguían creándose universidades a distancia en todo el planeta. Por ejemplo, en Barcelona, se creó la Universidad Abierta de Cataluña (en catalán: Universitat Oberta de Catalunya, sigla UOC) en 1995, con la generalización del acceso a internet desde los años 1990 en Estados Unidos. El Internet Interdisciplinary Institute (IN3), el eLearn Center (eLC) y el eHealth Center son los tres centros de investigación de la UOC, volcados en el uso de la red de redes. La UOC se constituyó mediante escritura pública el 6 de octubre de 1994, adoptando la forma jurídica de fundación, la llamada Fundación para la Universitat Oberta de Catalunya (FUOC), pero fue en forma de ley del Parlamento de Cataluña, la ley 3/1995, de 6 de abril, por la que se reconocía su existencia.

## Ejemplos de universidades a distancia

##### España
- Universidad Internacional Isabel I de Castilla
- Universidad Abierta de Cataluña
- Universidad Internacional de Valencia
- Universidad Internacional de La Rioja
- Universidad Nacional de Educación a Distancia
- Universidad a Distancia de Madrid

##### Colombia
- Universidad Nacional Abierta y a Distancia (UNAD)
- Institución Universitaria Digital de Antioquia (IUD)

##### México
- Sistema de Universidad Abierta y Educación a Distancia (SUAyED) de la Universidad Nacional Autónoma de México (UNAM)
- Polivirtual del Instituto Politécnico Nacional (IPN)
- Universidad Abierta y a Distancia de México (UnADM) de la Secretaría de Educación Pública (SEP)
- Universidad Virtual del Estado de Guanajuato (UVEG)
- UDG Virtual de la Universidad de Guadalajara (UdeG)
- UVM en línea de la Universidad del Valle de México (UVM)
- Universidad Tecnológica Latinoamericana en Línea (UTEL)

##### Chile
- Universidad UNIACC
- Universidad de Playa Ancha
- Universidad del Desarrollo